# Yoo Seung-ho
Dans ce nom coréen, le nom de famille, Yoo, précède le nom personnel.
Yoo Seung-ho (coréen : 유승호) est un acteur et mannequin sud-coréen, né le 17 août 1993 à Incheon. Il est connu pour avoir incarné le rôle de Sang-woo dans le film Jiburo.
Il a été classé 1er parmi les dix enfants acteurs ayant réussi à mener la transition de leur statut d'enfant-acteur à celui d’acteur en 2009.

## Biographie

### Jeunesse et études
Issu d'une famille pauvre, Yoo Seung-ho est né à Incheon et a grandi à Séoul avec sa sœur aînée et ses parents. Il a décidé en 2011 de renoncer à l'université malgré le reçu de plusieurs admissions des meilleures écoles de Corée du Sud après en avoir discuté avec ses parents et afin de poursuivre sa carrière d'acteur. Le 9 février 2012, il a été diplômé de l'école secondaire Baekshin.

### Carrière cinématographique
Yoo Seung-ho commence sa carrière d'acteur en 2000 avec la série télévisée Daddy Fish. Sous le conseil du réalisateur de la série Choi Yi-sup, il a suivi une formation avec une école d'acteur.
Il auditionne pour son tout premier film Jiburo en 2002. Bien avant qu'il auditionne pour son casting, les membres du staff du film avaient du mal à trouver le bon acteur pour interpréter le rôle de Sang-Woo. La réalisatrice Lee Jeong-hyang a remarqué Yoo Seung-Ho parmi beaucoup d'autres enfants venus pour le rôle et l'a sélectionné. Mais l'une des principales raisons d'avoir été sélectionné par Lee Jeong-Hyang, c'était le regard méchant qu'il affichait sur ses photos. Pendant le tournage, il était en mauvais entente avec la réalisatrice Lee Jeong-hyang, lui donnant l'envie d'abandonner son rôle.
Le 25 juin 2010, Yoo Seung-ho est élu ambassadeur de publicité de la 4e édition du festival international du film de Chungmuro à Séoul (CHIFFS) avec l'actrice Kim Min-jung.

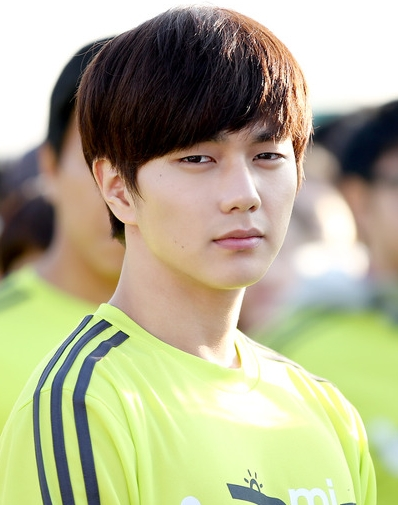
Yoo Seung-ho lors du marathon Adidas le 21 novembre 2012.

En 2011, il incarne le rôle de Kwon Gi-seob, jeune motard qui soutient le témoignage de l'ancienne policière Min Soo-ah devenue aveugle et qui se font traqué par un psychopathe dans le film Blind réalisé par Ahn Sang-hoon, inspiré du film américain Seule dans la nuit. Il a prêté sa voix au personnage Greenie du film d'animation sud-coréen Leafie, a Hen into the Wild, adapté d'un roman à succès pour enfants de Hwang Sun-mi. Par la suite, il incarne le rôle de Yeo Woon, ennemi juré de Baek Dong-soo dans la série télévisée Warrior Baek Dong-soo, basé sur le manhwa Honorable Baek Dong-soo de Lee Jae-heon. Le 29 juillet 2011, il est impliqué dans un accident de voiture lorsqu'il se rendait vers Mungyeong où a eu le lieu du tournage. Sa voiture a dérapé à cause de la pluie, rendant les routes glissantes. Il a subi une fracture du crâne, autour de ses yeux. Le tournage a dû être annulé ce jour-là. Il retourne deux jours après sur le plateau du tournage de la série en faisant attention à qu'il ne touche pas la bosse sur son visage avec des objets afin d'éviter une autre visite chez son médecin.
En 2012, il incarne le rôle de Kang Baek-ho, un joueur de baseball qui regrette de ne jamais avoir avoué son amour pour sa meilleure amie d'enfance jusqu'à ce que Kim Jin-woo lui offre une seconde chance pour gagner le cœur de Ham Yi-seul en le faisant voyager dans le temps pour empêcher que Ham Yi-seul se marie avec quelqu'un d'autre dans la série télévisée Operation Proposal, remake du drame japonais Proposition Daisakusen,. Par la suite, il joue le rôle de l'Empereur de jade, roi des cieux pour la série télévisée Arang and the Magistrate avec Lee Joon-gi et Shin Min-a. La série est basée sur l'histoire du personnage folklorique Arang. En octobre 2012, il commence à tourner pour la série dramatique Missing You où il interprète le rôle de Kang Hyung-Joon, un riche psychopathe se faisant passer pour Harry Borrison afin de se venger du père de Han Jung-woo pour le meurtre de sa mère. En février 2013, il participe à la narration au documentaire Homo Academicus.
Le 5 mars 2013, il commence son service militaire obligatoire à Chuncheon, Gangwon-do pour cinq semaines de formation de base suivie de 21 mois en tant que soldat de devoir actif. En décembre 2012, il avait déjà prévu de faire son service militaire après que la série Missing You soit terminée. Il avait exprimé qu'il souhaitait servir son devoir comme un soldat ordinaire, non pas comme un « soldat de divertissement.» En avril, Yoo Seung-ho a reçu un prix d'excellence de son commandant de bataillon de l'unité d'éducation de nouveaux soldats. En juin, il quitte son poste d'escadron de cavalerie pour devenir un entraîneur à une division du camp d'entraînement de l'armée. Il termine son service militaire le 4 décembre 2014.
En 2017 et 2018, il tourne un nouveau drame « Je ne suis pas un robot ». Il a recueilli peu de succès en Corée du Sud avec un rating à 2%, néanmoins ce drame reçoit un très bon accueil parmi la communauté de fan internationale. La série s’affichera dans les meilleurs succès de début 2018 dans le service de vidéo en ligne « Viki » (genre de Netflix pour les dramas asiatique).

### Carrière de mannequin
Avant de commencer sa carrière d'acteur, Yoo Seung-ho avait débuté en tant que mannequin pour la marque 77016 en 1999. Avant le tournage, l'agence de publicité, responsable de la campagne publicitaire était à la recherche d'un nouveau visage et pas d'un mannequin professionnel. Sa mère avait envoyé une photo de lui et a pu être sélectionné pour la campagne publicitaire. Ensuite, il a posé pour d'autres campagnes telles que Wheat Noodles, Ung Jin Ssing Kuh Bik et I-Brand en 2000.
Il pose pour la campagne publicitaire du réfrigérateur Kimchi du nom de la marque commerciale Dimchae en compagnie de l'acteur So Ji-sub en août 2010. Il avait rencontré l'acteur en 2008 pour la première fois. Le public le surnomme « Little So Ji-sub » en raison de sa ressemblance avec So Ji-sub.
En janvier 2013, il refuse les demandes de campagnes publicitaires après avoir terminé le tournage de la série télévisée Missing You, pensant que ce ne serait pas juste d'avoir son visage à la télévision alors qu'il servait dans l'armée.

### Engagement humanitaire et social
Yoo Seung-ho participe au projet I Love Asia Project pour soutenir les victimes du séisme de 2008 au Sichuan aux côtés de Park Jin-young, de Jackie Chan, de Jang Nara, de Wheesung du groupe Wonder Girls et beaucoup d'autres célébrités.
Le 30 avril 2011, il a assisté à la cérémonie d'ouverture du festival des arts pour enfants en compagnie de l'actrice Ha Ji-won. Ils ont été nommés ambassadeurs du festival afin de viser à stimuler la curiosité intellectuelle des enfants sur le ballet, les comédies musicales, le classique, le théâtre, la musique traditionnelle et des spectacles de divers genres.
Le 4 juin 2014, le Ministère de la Défense a posté une vidéo en ligne avec un message d’intérêt public en faveur de l’armée. Yoo Seung-ho a été choisi pour faire la narration mais aussi pour apparaître devant la caméra pour incarner la nouvelle génération de soldats qui n’oublient pas ses vétérans ni les missions qui lui sont confiées dont la première est de protéger les citoyens.

## Filmographie

### Cinéma

#### Longs métrages
| Année | Film                                     | Titre original          | Réalisateur                | Rôle                                 | Détails                                                       |
| ----- | ---------------------------------------- | ----------------------- | -------------------------- | ------------------------------------ | ------------------------------------------------------------- |
| 2002  | Jiburo                                   | 집으로 The Way Home     | Lee Jeong-hyang            | Sang-woo                             |                                                               |
| 2003  | Happy Ero Christmas                      | 해피 에로 크리스마스    | Lee Geon-dong              | Enfant de la chorale habillé en ange |                                                               |
| 2004  | Don't Tell Papa                          | 돈텔파파                | Lee Sang-hoon              | Kim Cho-won                          |                                                               |
| 2006  | Heart Is...                              | 마음이 Hearty Paws      | Park Eun-hyung Oh Dal-kyun | Chan-yi                              |                                                               |
| 2008  | Do You See Seoul?                        | 서울이 보이냐           | Song Dong-yoon             | Gil-su                               |                                                               |
| 2009  | City of Fathers                          | 부산 Busan              | Park Ji-won                | Kim Jong-chul                        |                                                               |
| 2009  | 4th Period Mystery                       | 4교시 추리영역 The Clue | Lee Sang-yong              | Han Jung-hoon                        |                                                               |
| 2011  | Blind                                    | 블라인드                | Ahn Sang-hoon              | Kwon Gi-seob                         |                                                               |
| 2012  | Fragments of Sweet Memories              | 기억의 조각들           | Ku Hye-sun                 | Gieokui Jokadeul                     | Court-métrage                                                 |
| 2015  | Joseon Magician                          | 조선마술사              | Kim Dae-seung              | Magicien Hwan-Hee                    |                                                               |
| 2016  | Seon-dal : L'Homme qui vendit la rivière | 봉이 김선달             | Park Dae-min               | Kim Seon-dal                         | ou Seondal: The Man Who Sells the River (titre international) |

### Télévision

#### Séries télévisées
| Année     | Série télévisée                | Titre original       | Rôle                                        | Chaîne télévisée |
| --------- | ------------------------------ | -------------------- | ------------------------------------------- | ---------------- |
| 2000      | Daddy Fish                     | 가시고기             | Jeong Da-um                                 | MBC              |
| 2003      | Love Letter                    | 러브레터             | Lee Woo-jin/Andrew jeune                    | MBC              |
| 2004      | Sweet Buns                     | 단팥빵               | Lee Shin-hyuk                               | MBC              |
| 2004      | Amiral immortel Yi Sun-sin     | 불멸의 이순신        | Yi Sun-sin jeune                            | KBS1             |
| 2004      | Precious Family                | 부모님 전상서        | Park Joon-yi                                | KBS2             |
| 2005      | Sad Love Story                 | 슬픈연가             | Seo Joon-young jeune Fils de Seo Joon-young | MBC              |
| 2005      | Magic Warriors Mir & Gaon      | 마법전사 미르가온    | Mir                                         | KBS2             |
| 2006      | Alien Sam                      | 에일리언 샘          | Wang Hae-ryong                              | Tooniverse       |
| 2007      | The King and I                 | 왕과 나              | Roi Seongjong jeune Jaeulsangun jeune       | SBS              |
| 2007      | The Legend                     | 태왕사신기           | Kwanggaet'o Wang jeune                      | MBC              |
| 2009      | Queen Seondeok                 | 선덕여왕             | Kim Chunchu, (caméo, épisode 34)            | MBC              |
| 2009      | You're Beautiful               | 미남이시네요         | Client d'un dépanneur (caméo, épisode 9)    | SBS              |
| 2010      | Master of Study                | 공부의 신            | Hwang Baekhyeon                             | KBS2             |
| 2010      | Flames of Desire               | 욕망의 불꽃          | Kim Min-jae                                 | MBC              |
| 2011      | Warrior Baek Dong-soo          | 무사 백동수          | Yeo Woon                                    | SBS              |
| 2012      | Operation Proposal             | 프러포즈 대작전      | Kang Baek-ho                                | TV Chosun        |
| 2012      | Arang and the Magistrate       | 아랑 사또 전         | Empereur de jade, Roi des cieux             | MBC              |
| 2012-2013 | Missing You                    | 보고싶다             | Kang Hyung-joon Harry Borrison              | MBC              |
| 2015      | Imaginary Cat                  | 상상고양이           | Hyun Jong-hyun                              | MBC every1       |
| 2015-2016 | Remember – War of the Son      | 리멤버 – 아들의 전쟁 | Seo Jin-woo                                 | SBS              |
| 2015-2016 | The Emperor: Owner of the Mask | 군주-가면의 주인     | Prince Yi Sun                               | MBC              |
| 2017-2018 | I'm Not a Robot                | 로봇이 아니야        | Kim Min-kyu                                 | MBC              |
| 2018      | Player                         | 플레이어             | Garde de sécurité (épisode 1)               | OCN              |
| 2018-2019 | My Strange Hero                | 복수가 돌아왔다      | Kang Bok-soo                                | SBS              |
| 2020      | Memorist                       | 메모리스트           | Dong Baek                                   | TVN              |
| 2021-2022 | Moonshine                      | 꽃 피면 달 생각하고  | Nam Young                                   | KBS2             |

### Web-série
| Année | Web-série | Titre original | Rôle          |
| ----- | --------- | -------------- | ------------- |
| 2023  | Deal      | 거래           | Lee Jun-seong |

## Doublage
| Année | Film                                  | Titre original             | Réalisateur  | Rôle      | Détails          |
| ----- | ------------------------------------- | -------------------------- | ------------ | --------- | ---------------- |
| 2009  | Astro Boy                             | 아스트로 보이: 아톰의 귀환 | David Bowers | Astro Boy | Film d'animation |
| 2011  | Lili à la découverte du monde sauvage | 마당을 나온 암탉           | Oh Sung-yoon | Greenie   | Film d'animation |

## Clips musicaux
| Année | Titre du clip               | Titre original       | Artiste                           |
| ----- | --------------------------- | -------------------- | --------------------------------- |
| 2002  | Have You Ever Been Lovesick | 사랑한다는 말        | LYn                               |
| 2002  | Photo                       | 사진                 | Dragonfly                         |
| 2004  | I Was Thankful              | 고마웠다고           | Tim                               |
| 2008  | Don't Go, Don't Go          | 가지마 가지마        | Brown Eyes                        |
| 2008  | A Lonely Life               | 고독한 인생          | G (So Ji-sub)                     |
| 2009  | Take Care of Her            | 그녀를 잘 부탁합니다 | Jo Sungmo                         |
| 2009  | Lies                        | 거짓말               | T-ara                             |
| 2010  | Like a Star                 | 별처럼               | Taeyeon feat. The One             |
| 2010  | Believe In Love             | 사랑을 믿어요        | IU                                |
| 2011  | Whenever You Play that Song | 그 노래를 틀때마다   | Huh Gak feat. LE (du groupe EXID) |
| 2011  | Not A Boy Yet               | 아직 소년            | V.A (Fin)                         |
| 2013  | Eraser                      | 지우개               | So Ji-sub feat. Mellow            |
| 2015  | You From The Same Time      | 같은 시간 속의 너    | Naul (du groupe Brown Eyed Soul)  |

## Distinctions
Cette section récapitule les principales récompenses et nominations obtenues par Yoo Seung-ho. Pour une liste plus complète, se référer à l'Internet Movie Database.
| Année | Cérémonie                          | Pays                       | Résultat | Prix                                                               | Film                                  |
| ----- | ---------------------------------- | -------------------------- | -------- | ------------------------------------------------------------------ | ------------------------------------- |
| 2002  | Young Artist Awards                | Drapeau des États-Unis     | Remporté | Meilleure performance dans un film international: Jeune performeur | Jiburo (2002)                         |
| 2005  | KBS Drama Awards                   | Drapeau de la Corée du Sud | Remporté | Meilleur jeune acteur                                              | Amiral immortel Yi Sun-sin (2004)     |
| 2005  | KBS Drama Awards                   | Drapeau de la Corée du Sud | Remporté | Meilleur jeune acteur                                              | Family Precious (2004)                |
| 2007  | 1re Korea Movie Star Awards        | Drapeau de la Corée du Sud | Remporté | Meilleur jeune acteur                                              | Heart Is... (2006)                    |
| 2007  | SBS Drama Awards                   | Drapeau de la Corée du Sud | Remporté | Meilleur jeune acteur                                              | The King and I (2007)                 |
| 2008  | 2e Mnet 20's Choice Awards         | Drapeau de la Corée du Sud | Remporté | Hot Younger Male                                                   |                                       |
| 2009  | 4e Andre Kim Best Star Awards      | Drapeau de la Corée du Sud | Remporté | Prix de la star masculine                                          |                                       |
| 2009  | MBC Drama Awards                   | Drapeau de la Corée du Sud | Remporté | Prix de la star masculine                                          | Queen Seondeok (2009)                 |
| 2010  | 46e Baeksang Arts Awards           | Drapeau de la Corée du Sud | Proposé  | Meilleur espoir masculin à la télévision                           | Master of Study (2010)                |
| 2010  | 26e Korea Best Dressed Swan Awards | Drapeau de la Corée du Sud | Remporté | Le mieux habillé, catégorie acteur de télévision                   | Master of Study (2010)                |
| 2010  | KBS Drama Awards                   | Drapeau de la Corée du Sud | Proposé  | Prix du meilleur couple partagé avec Park Ji-yeon                  | Master of Study (2010)                |
| 2010  | KBS Drama Awards                   | Drapeau de la Corée du Sud | Proposé  | Prix des internautes                                               | Master of Study (2010)                |
| 2010  | KBS Drama Awards                   | Drapeau de la Corée du Sud | Proposé  | Prix d'excellence, acteur dans une mini-série                      | Master of Study (2010)                |
| 2010  | 46e Baeksang Arts Awards           | Drapeau de la Corée du Sud | Proposé  | Meilleur espoir masculin à la télévision                           | Master of Study (2010)                |
| 2012  | MBC Drama Awards                   | Drapeau de la Corée du Sud | Proposé  | Prix d'excellence, acteur dans une mini-série                      | Missing You (2012-2013)               |
| 2012  | MBC Drama Awards                   | Drapeau de la Corée du Sud | Proposé  | Prix d'excellence, acteur dans une mini-série                      | Arang and the Magistrate (2012)       |
| 2013  | New Soldiers Education Unit        | Drapeau de la Corée du Sud | Remporté | Prix d'excellence                                                  |                                       |
| 2016  | 9e Korea Drama Awards              | Drapeau de la Corée du Sud | Proposé  | Top Excellence (catégorie acteur)                                  | Remember (2015-2016)                  |
| 2016  | SBS Drama Awards                   | Drapeau de la Corée du Sud | Remporté | Prix de l'excellence (catégorie acteur dans un drama de genre)     | Remember (2015-2016)                  |
| 2017  | MBC Drama Awards                   | Drapeau de la Corée du Sud | Proposé  | Grand Prix (Daesang)                                               | The Emperor: Owner of the Mask (2017) |
| 2017  | MBC Drama Awards                   | Drapeau de la Corée du Sud | Remporté | Top Excellence (catégorie acteur dans une mini-série)              | The Emperor: Owner of the Mask (2017) |
| 2017  | MBC Drama Awards                   | Drapeau de la Corée du Sud | Proposé  | Prix de popularité (catégorie acteur)                              | I'm Not a Robot (2017-2018)           |
| 2018  | 12e Soompi Awards                  | Drapeau de la Corée du Sud | Proposé  | Acteur de l'année                                                  | The Emperor: Owner of the Mask (2017) |
| 2018  | 12e Soompi Awards                  | Drapeau de la Corée du Sud | Proposé  | Meilleur couple (avec Kim So-hyun)                                 | The Emperor: Owner of the Mask (2017) |